# Ібрі
І́брі — місто, адміністративний центр однойменного вілайєту і провінції Ез-Захіра, Султанат Оман. Розташований за 279 км на захід від столиці Маскату, у внутрішніх територіях країни. Населення 97429 осіб (2003). Вілайєт Ібрі об'єднує близько 118 сіл.

## Історія та пам'ятки
З давніх часів через Ібрі проходили важливі караванні шляхи, що зв'язують різні частини Аравійського півострова. На місто наклали свій відбиток міська, сільська і бедуїнська цивілізації. У різні часи в Ібрі були побудовані численні фортеці і форти, найважливіші з яких:
- Фортеця Ібрі — знаходиться в центрі міста, поруч з міським ринком, побудована в XII столітті.
- Фортеця Ес-Саліф — історична фортеця, побудована в 1711–1718 імамом Султаном бен Сейфом Ель-Яарабі на горі Шанбух, що підноситься над ваді Ес-Саліф.
- Фортеця Ель-Айнейн — являє собою укріплений будинок, який побудував шейх Насір бен Мухаммед Аль-Гафірі в 1740.

## Клімат
| Клімат                                 | Клімат | Клімат | Клімат | Клімат | Клімат | Клімат | Клімат | Клімат | Клімат | Клімат | Клімат | Клімат | Клімат |
| Показник                               | Січ.   | Лют.   | Бер.   | Квіт.  | Трав.  | Черв.  | Лип.   | Серп.  | Вер.   | Жовт.  | Лист.  | Груд.  | Рік    |
| Середній максимум, °C                  | 24,6   | 24,9   | 28,3   | 33,5   | 37,6   | 38,8   | 37,0   | 35,6   | 35,1   | 33,2   | 29,2   | 25,8   |        |
| Середній мінімум, °C                   | 13,4   | 14,4   | 17,5   | 21,0   | 24,9   | 26,6   | 26,4   | 25,6   | 23,9   | 20,8   | 17,0   | 14,9   |        |
| Норма опадів, мм                       | 4      | 31     | 16     | 9      | 2      | 1      | 2      | 3      | 2      | 0      | 4      | 4      | 78     |
| -------------------------------------- | ------ | ------ | ------ | ------ | ------ | ------ | ------ | ------ | ------ | ------ | ------ | ------ | ------ |
| Джерело: Climate-Data.org,Climate data |        |        |        |        |        |        |        |        |        |        |        |        |        |